# Силверхил (Алабама)
Силверхил (енгл. Silverhill) град је у америчкој савезној држави Алабама. По попису становништва из 2010. у њему је живело 706 становника.

## Демографија
Према попису становништва из 2010. у граду је живело 706 становника, што је 90 (14,6%) становника више него 2000. године.
| Група             | 2000.       | 2010.       |
| Белци             | 599 (97,2%) | 646 (91,5%) |
| Афроамериканци    | 0 (0,0%)    | 12 (1,7%)   |
| Азијати           | 4 (0,6%)    | 2 (0,3%)    |
| Хиспаноамериканци | 9 (1,5%)    | 40 (5,7%)   |
| Укупно            | 616         | 706         |